# Oenanthe seseloides
Oenanthe seseloides är en flockblommig växtart som beskrevs av Jan Svatopluk Presl. Oenanthe seseloides ingår i släktet stäkror, och familjen flockblommiga växter. Inga underarter finns listade i Catalogue of Life.